# 2961 Кацурахама
2961 Кацурахама (2961 Katsurahama) — астероїд головного поясу, відкритий 7 грудня 1982 року.
Тіссеранів параметр щодо Юпітера — 3,598.